# Marcipa nimba
Marcipa nimba är en fjärilsart som beskrevs av Pierre Joseph Pelletier 1978. Marcipa nimba ingår i släktet Marcipa och familjen nattflyn. Inga underarter finns listade i Catalogue of Life.